# Bill Rowling
Pour les articles homonymes, voir Rowling (homonymie).
Wallace Edward Rowling, né le 15 novembre 1927 à Motueka et mort le 31 octobre 1995 à Nelson, souvent connu sous le nom de Bill Rowling, est un homme d'État néo-zélandais, membre du Parti travailliste. Il est Premier ministre de Nouvelle-Zélande de 1974 à 1975.

## Biographie

### Jeunesse et carrière professionnelle
Rowling est né dans la région de Mariri, proche de la ville de Motueka, près de Nelson. Il est issu d'une famille de fermiers. Il poursuit ses études au Nelson College et à l'université de Canterbury, y obtenant un diplôme en économie. Il entre alors au Christchurch College of Education (à l'époque l'université de Canterbury) en tant que professeur. Rowling enseigne dans plusieurs écoles à travers le pays y compris à Motueka, Christchurch, Waverley et dans la région du Portland. En 1958, Rowling quitte l'enseignement et rejoint la armée néo-zélandaise, devenant directeur assistant d'éducation militaire.  Il passe un court moment en service en Malaisie puis à Singapour, en détachement lié avec la Confrontation indonésio-malaisienne.

### Membre du Parlement
Aux élections de 1960, Rowling est choisi comme candidat du Parti travailliste pour le collège électoral de Fendalton à Christchurch. Fendalton étant considéré comme un fief du Parti national, Rowling est défait par Harry Lake, qui devient ministre des finances dans le nouveau gouvernement. Cependant, deux ans plus tard, Rowling remporte l'élection partielle dans la circonscription de Buller, causée par la mort de Jerry Skinner alors membre éminent du Parti travailliste. Rowling devait conserver ce siège jusqu'en 1972, date où il est supprimé. Rowling remporte alors le nouveau siège de la région de Tasman, qu'il avait parcourue en long et en large en camping-car durant la campagne électorale.
Quand le Parti travailliste accède au pouvoir sous Norman Kirk aux élections de 1972, Rowling est nommé ministre des Finances, ce qui peut alors être vu comme une promotion considérable pour quelqu'un n'ayant jamais été ministre auparavant.

### Premier ministre
Quand Norman Kirk meurt de façon inattendue en 1974, Rowling apparaît comme la personne pouvant le remplacer. Le vice-Premier ministre Hugh Watt (en) assure l'intérim le temps que le Parti travailliste prenne sa décision. Rowling est alors officiellement confirmé comme chef du Parti et Premier ministre le 6 septembre 1974. Il assure en même temps les fonctions de ministre des Affaires étrangères.
Au pouvoir, Rowling est sévèrement attaqué par le Parti national, maintenant mené par Robert Muldoon. Il est dépeint comme faible et inefficace et cette image devait le suivre pour le restant de sa carrière. Muldoon déclara :

« you could see the cold shivers running around Mr. Rowling's body seeking a spine to run up — unsuccessfully. »

pouvant se traduire par:

« Vous pourriez voir les frissons glacés chercher à s'enfuir de la silhouette de M. Rowling, sans succès. »

Ses partisans dénient cependant que Rowling soit faible et affirment au contraire qu'il est injustement ridiculisé simplement parce qu'il n'a pas choisi de participer à la politique de confrontation agressive que Muldoon préfère.

### Chef de l'opposition
Les élections de 1975 constituent une défaite majeure pour le Parti travailliste, peut-être à cause de la mauvaise image de Rowling et de la supériorité médiatique de Muldoon.
Les travaillistes font campagne avec le célèbre Citizens for Rowling, avec des Néo-Zélandais connus qui soutiennent Rowling. Cette campagne, considérée comme élitiste, est généralement perçue comme ayant desservi Rowling. Cependant, Rowling parvient à conserver le contrôle de son parti, et arrive progressivement à améliorer son image vis-à-vis du public.
en 1978 puis en 1981, le Parti travailliste recueille plus de vote que le Parti national, mais n'arrive pas à obtenir une majorité en sièges.
Quand Rowling réussit finalement à contrer son image négative, c'est alors que beaucoup de personnes au Parti travailliste pensent qu'il est temps de changer la direction. Il est président de l'organisation socialiste d'Asie-Pacifique de 1977 à 1983.
En 1983, Rowling est remplacé comme chef de l'opposition par le charismatique David Lange, qui parvient à vaincre Muldoon aux élections de 1984. Rowling se retire alors du Parlement.

### Retraite
Après avoir quitté la politique, Rowling est nommé ambassadeur aux États-Unis en 1985. Il occupe cette position quand surgit le problème des armes nucléaires et du traité de l'ANZUS entre les États-Unis et la Nouvelle-Zélande. Plus tard, après être retourné dans son pays en 1988, Rowling s'implique dans un grand nombre d'organisations. Il joue un rôle prépondérant au Musée de Nouvelle-Zélande et est considéré comme l'une des personnes ayant contribué à la création du Musée de Nouvelle-Zélande Te Papa Tongarewa. Il est président de l'Institut néo-zélandais des affaires internationales de 1990 à 1995.
Rowling meurt à Nelson le 31 octobre 1995, des suites d'un cancer.

## Distinctions et honneurs
- Chevalier commandeur de l'ordre de Saint-Michel et Saint-Georges.
- Commandeur de l'ordre d'Orange-Nassau, aux Pays-Bas.
- Docteur honoris causa en droit de l'université de Canterbury.

## Source
- (en) Cet article est partiellement ou en totalité issu de l’article de Wikipédia en anglais intitulé « Bill Rowling » (voir la liste des auteurs).